# Opluridae
Famille
Synonymes
- Oplurinae Moody, 1983

Les Opluridae sont une famille de sauriens. Elle a été créée par Scott Michael Moody en 1983.

## Répartition
Les espèces de cette famille se rencontrent sur les îles de l’est de l’Ocean Indien, principalement à Madagascar et aux Comores mais aussi à Mayotte.

## Description
Ils vivent dans des zones arides ou tempérées. Le genre Chalarodon est terrestre et ne dépasse guère les 20 cm, et le genre Oplurus vit plutôt dans les zones rocheuses et les arbustes, et atteint une quarantaine de centimètres.

## Liste des genres
Selon The Reptile Database (27 février 2013) :
- genre Chalarodon Peters, 1854
- genre Oplurus Cuvier, 1829

## Taxinomie
Cette famille est parfois considérée comme une sous-famille des Iguanidae sous le nom de Oplurinae. Frost & Etheridge en 1989 ont élevé cette sous-famille au rang de famille, classification qui semble maintenant largement acceptée, notamment du fait des différences entre les Oplurinae et les autres Iguanidae comme un crâne plus court et une répartition assez réduite.

## Publication originale
- Moody, 1983 : Endolymphatic sacs in lizards: phylogenetic and functional considerations, p. 1-80.